# Red Shoe Diaries
Red Shoe Diaries, diffusée en France sous les titres Fantasmes ou Les Escarpins rouges, et au Québec sous le titre L'Escarpin rouge, est une série télévisée érotique américaine en 66 épisodes d'environ 30 minutes, produite par Zalman King, Patricia Louisianna Knop et David Saunders, diffusée entre le 27 juin 1992 et le 1er juin 1997 sur la chaîne Showtime et distribuée par Playboy à l'étranger. Elle fait suite au téléfilm du même nom réalisé par Zalman King, diffusé le 16 mai 1992 sur Showtime, sorti en France sous le titre L'Orchidée sauvage 3 et au Québec sous le titre L'Escarpin rouge.

## Réalisation
Les principaux réalisateurs de la série sont Rafael Eisenman et Zalman King mais d'autres réalisateurs célèbres ont tourné des épisodes : Tibor Takács, Ted Kotcheff, Mary Lambert, Anne Goursaud, René Manzor...

## Distribution

### Acteur principal
- David Duchovny : Jake Winters

### Invités
Parmi les acteurs invités étant apparus dans des épisodes on peut citer Ely Pouget (en), Audie England, Matt LeBlanc...

## Diffusion
Au Québec, la série a été diffusée à partir du 7 septembre 2000 dans Phantasmes sur le réseau TQS.
En France la série a été diffusée sur M6 (sous le titre Fantasmes), TMC (dans l'émission Playboy, sous le titre Les Escarpins rouges), NT1 et RTL9. En Belgique la série a été diffusée sur AB4 et AB3.